# Triangler
Triangler (トライアングラー?) è un brano musicale della cantante giapponese Maaya Sakamoto pubblicato come singolo il 23 aprile 2008. Il brano è stato utilizzato come sigla d'apertura per l'anime Macross Frontier ed ha vinto durante l'edizione del 2008 dell'Animation Kobe come migliore tema musicale.
Il singolo ha raggiunto la terza posizione della classifica settimanale Oricon ed è il singolo di maggior successo di Maaya Sakamoto. Ad aprile 2011, il singolo è stato certificato disco d'oro dalla RIAJ, per aver superato i 100.000 download.

## Tracce
CD singolo
1. Triangler (トライアングラー?) - 4:42
2. Kotomichi (ことみち?) - 4:47
3. Triangler (w/o Maaya) (Instrumental) - 4:39
4. Kotomichi (w/o Maaya) (Instrumental) - 4:43

Durata totale: 18:52

## Classifiche
| Classifica (2007)                        | Posizione più alta |
| ---------------------------------------- | ------------------ |
| Giappone (Classifica settimanale Oricon) | 3                  |